# Лавка ростовщика
«Лавка ростовщика» (англ. The Pawnshop, другие названия — At the Sign of the Dollar / High and Low Finance) — немой короткометражный фильм Чарли Чаплина, выпущенный 2 октября 1916 года.

## Сюжет
Бродягу приняли служащим на работу в лавку ростовщика. Помощнику хозяина новый работник совершенно не нравится, и между ними происходит ссора. После кучи проделок Бродягу увольняют, но дают ему второй шанс. Он принимает будильник в залог от бедного клиента, оказывается обманут старым богачом-актёром, любезничает с посетительницей, принесшей аквариум с рыбками, и обезвреживает грабителя, пытающегося украсть кассу, а вскоре и воссоединяется со своей возлюбленной — дочерью ростовщика.

## В ролях
- Чарли Чаплин — служащий в лавке
- Генри Бергман — ростовщик
- Эдна Пёрвиэнс — дочь ростовщика
- Джон Рэнд — помощник ростовщика
- Альберт Остин — клиент с будильником
- Эрик Кемпбелл — грабитель
- Джеймс Т. Келли — пьяный прохожий
- Шарлотта Мино — клиентка с аквариумом
- Уэсли Рагглз — старый клиент-актёр с кольцом
- Фрэнк Дж. Коулмэн — полицейский

## Художественные особенности
Этот небольшой и язвительный фильм превосходен по замыслу, мастерскому раскрытию подтекста, динамичному ритму и выразительности характеристик, заставляющих, как заметил Лепроон, вспомнить персонажи Диккенса. Сварливый хозяин-ростовщик, с одной стороны, и прелестная, нежная девушка — с другой, клиент чересчур ловкий и клиент слишком простодушный представляют собой «социальные фигуры, среди которых двигается Чарли, хитря с одними, льстя другим, всегда с живостью завоевывая своё право на веселье и свободу».
— А. В. Кукаркин. Чарли Чаплин. — 2-е изд. — М.: Искусство, 1988. — С. 52—53.